# 阿帕切塔山 (潘多)
17°18′22″S 69°24′4″W / 17.30611°S 69.40111°W
阿帕切塔山（Apachita），是玻利維亞的山峰，位於該國西部拉巴斯省何塞·曼努埃尔·潘多将军县，處於維拉科柳山以南、奇亞爾哈奇山西北面、拉拉姆卡瓦山東南面，屬於安第斯山脈的一部分，海拔高度4,800米。